# Liste der Bodendenkmäler in Tännesberg
Auf dieser Seite sind die Bodendenkmäler in dem Oberpfälzer Markt Tännesberg zusammengestellt. Diese Tabelle ist eine Teilliste der Liste der Bodendenkmäler in Bayern. Grundlage ist die Bayerische Denkmalliste, die auf Basis des Bayerischen Denkmalschutzgesetzes vom 1. Oktober 1973 erstmals erstellt wurde und seither durch das Bayerische Landesamt für Denkmalpflege geführt wird. Die folgenden Angaben ersetzen nicht die rechtsverbindliche Auskunft der Denkmalschutzbehörde.

## Bodendenkmäler in Tännesberg

### Bodendenkmäler in der Gemarkung Großenschwand
| Lage                     | Objekt                                                 | Akten-Nr.     | Bild |
| ------------------------ | ------------------------------------------------------ | ------------- | ---- |
| Großenschwand (Standort) | Frühneuzeitliche Wüstung Walkmühle oder Unterkaufnitz. | D-3-6439-0055 |      |

### Bodendenkmäler in der Gemarkung Tännesberg
| Lage                  | Objekt | Akten-Nr.     | Bild |
| --------------------- | --- | ------------- | ---- |
| Tännesberg (Standort) | Mittelalterlicher Burgstall. | D-3-6439-0003 |      |
| Tännesberg (Standort) | Archäologische Befunde des Mittelalters und der frühen Neuzeit im Bereich der katholischen Pfarrkirche St. Michael in Tännesberg, darunter die Spuren von Vorgängerbauten bzw. älterer Bauphasen.    | D-3-6439-0022 |      |
| Tännesberg (Standort) | Archäologische Befunde des Mittelalters und der frühen Neuzeit im Bereich der befestigten Marktsiedlung Tännesberg.                                                                                  | D-3-6439-0042 |      |
| Tännesberg (Standort) | Untertägige Befunde der abgegangenen frühneuzeitlichen Marktbefestigung von Tännesberg mit Mauer und mehreren Torhäusern.                                                                            | D-3-6439-0043 |      |
| Tännesberg (Standort) | Historische Richtstätte des Marktes Tännesberg. | D-3-6439-0061 |      |
| Tännesberg (Standort) | Mittelalterlicher Burgstall Kunzenstein. | D-3-6440-0013 |      |
| Tännesberg (Standort) | Archäologische Befunde des Mittelalters und der frühen Neuzeit im Bereich der katholischen Wallfahrtskirche St. Jodok in Tännesberg, darunter die Spuren von Vorgängerbauten bzw. älterer Bauphasen. | D-3-6440-0014 |      |

### Bodendenkmäler in der Gemarkung Woppenrieth
| Lage                   | Objekt | Akten-Nr.     | Bild |
| ---------------------- | --- | ------------- | ---- |
| Woppenrieth (Standort) | Archäologische Befunde des Mittelalters und der frühen Neuzeit im Bereich der katholischen Kirche St. Emmeram in Woppenrieth, darunter die Spuren von Vorgängerbauten bzw. älterer Bauphasen. | D-3-6439-0044 |      |
| Woppenrieth (Standort) | Untertägige Befunde des späten Mittelalters und der frühen Neuzeit im Bereich des abgegangenen Hammerschlosses und Edelsitzes Fischerhammer.                                                  | D-3-6439-0046 |      |